# Bank of America Tower (New York)
Pour les articles homonymes, voir Bank of America Tower.
La Bank of America Tower est un gratte-ciel de bureaux situé à New York (États-Unis), dans l'arrondissement de Manhattan. Le coût total du projet s'élève à 1 milliard de dollars. La tour est située à proximité de la Sixième Avenue, entre la 42e rue et la 43e rue, en face du Bryant Park dans le quartier de Midtown. Le bâtiment respecte des normes énergétiques et écologiques très poussées, ce qui devrait en faire l'un des bâtiments les plus « verts » au monde. La construction de la tour s'est achevée en 2009, et comme son nom l'indique, la Bank of America en est le principal occupant.

## Description
La Bank of America Tower possède deux flèches (pointes au sommet de l'immeuble) dont l'une culmine à 365,5 mètres, et l'autre à 293 mètres Cette dernière est pourvue d'une turbine éolienne qui génère une partie de l'énergie nécessaire au fonctionnement de l'immeuble. Le bâtiment comporte 55 étages, et offre une surface totale de bureaux de 204 000 m2 (environ 20 hectares). Lors de son achèvement en 2009, la Bank of America Tower est la seconde plus haute tour de New York, derrière l'Empire State Building (381 mètres), mais elle est dépassée en 2013 lors de la pose de la flèche du One World Trade Center, qui devient la plus haute tour de la ville avec 541 mètres.

## Un gratte-ciel écologique
Dans le rapport fourni par la Bank of America, le bâtiment présentait de nombreuses innovations écologiques allant dans le sens du développement durable. Parmi celles-ci, des turbines éoliennes, des plaques d'isolation transparentes qui maximisent la lumière naturelle tout en retenant la chaleur, et des diodes électroluminescentes qui réduisent spontanément leur intensité le jour. En outre, un système de canalisations devrait permettre de recueillir l'eau de pluie et de la réutiliser. La Bank of America a aussi déclaré que le bâtiment utiliserait massivement des matériaux recyclables ou recyclés[réf. nécessaire]. En outre, des filtres à air permettront de purifier l'air du bâtiment avant de « rejeter » cet air dépollué dans la ville, ce qui pourrait faire de la Bank of America Tower le « filtre à air » de Manhattan.
La Bank of America Tower pourrait ainsi devenir le premier bâtiment à répondre aux normes avancées par le Leadership in Energy and Environmental Design (LEED) qui fait la promotion d'écoconstruction. Le building répondrait également aux critères de la norme « Haute Qualité Environnementale ».